# Ion-Florian Angelo

Ion-Florian Angelo (n. 1951, Buzău, România) este un deputat român în legislatura 1992-1996, ales în județul Buzău pe listele PNȚCD.
- A absolvit Liceul Teoretic Beceni, din județul Buzău. După aceea, a lucrat doi ani ca sondor necalificat la Schela Berca; în 1974 a absolvit Facultatea de Drept a Universității Al.I. Cuza din Iași și din 1978 este avocat în Baroul Buzău.
- In 1990 a fondat impreuna cu Corneliu Stefan si alti ziaristi societatea care a editat ziarul Opinia.  Din 1991 pana in anul 2004 a scris editoriale critice și intreprins anchete cu subiecte prin care dezvaluia coruptia locala. De la infiintarea ziarului a făcut parte din conducerea ziarului local Opinia  pina in anul 2004.

- În legislatura 1992-1996 a fost deputat în Camera Deputaților din partea partidului Național Țărănesc Creștin și Democrat unde, împreună cu mai mulți deputati, a intiat o tentativa de reformare a acestuia. Tentativa a esuat, motiv pentru care in 1995 a demisionat din aceasta fomatiune politica. Ulterior a contribuit la formarea Partidului Alternativa Romaniei devenit Uniunea Fortelor de Dreapta ajungind in conducerea acestuia in cadrul careia a ocupat functia de secretar general.Ca urmare a fuziunii acestuia cu PNL a demisionat.
- În legislatura 1992 -1996 a avut o activitate parlamentara remarcata de presa vremii.In aceasta calitate a întocmit mai multe proiecte de legi și amendamente. A fost inițiator al proiectului legii declarării și verificării averilor demnitarilor și magistratilor, proiect neaprobat, deoarece Gurvernul a depus un alt proiect care a fost adoptat în 1995.

- Coautorul proiectului Legii arborarii și intonării Imnului Național devenit actuala lege în vigoare, a unui proiect de lege pentru înființarea Institutului Național de Meteorologie, proiect adoptat ulterior ca Legea Agenției Naționale de Meteorologie, coautor a unui proiect al Legii Mediului. Peste 131 de amendamente depuse numai la proiectul legii falimentului.
- Împreună cu o importantă organizatie sindicală a initiat si a depus proiectul legii tichetelor gratuite de masa folosit de un alt initiator pentru a fi adoptat ulterior intr-o forma cu multe neajunsuri in legislatura cu majoritate CDR.
- În anul 2014 a publicat cartea Politica și corupție - profitorii tranziției. Subiectul lucrării este analiza impactului pe care l-a avut mass media asupra vieții social-politice și o portetizare a ziaristicii și politicii locale din perioada 1990-2004.